# NGC 3462
NGC 3462 is een lensvormig sterrenstelsel in het sterrenbeeld Leeuw. Het hemelobject werd op 23 januari 1784 ontdekt door de Duits-Britse astronoom William Herschel.

## Synoniemen
- UGC 6034
- MCG 1-28-19
- ZWG 38.49
- PGC 32822